# Anti Hero (Brave New World)
Anti Hero (Brave New World) ist ein Lied des britischen Sängers Marlon Roudette  aus dem Jahr 2012. 

## Hintergrund
Es ist auf Roudettes Debütalbum Matter Fixed enthalten. Das Lied wurde am 27. Januar 2012 als zweite Single des Albums veröffentlicht. geschrieben wurde es von Shahid „Naughtyboy“ Khan und Roudette.
Musikalisch handelt es sich um einen melodiösen Popsong, der von einer Beziehung handelt, die ins Wanken geraten ist.

## Musikvideo
Das Musikvideo zum Song wurde am 20. Januar 2012 auf Roudettes Website mit einer Gesamtlänge von drei Minuten und 26 Sekunden veröffentlicht. Das Video ist im Stile eines Gangsterfilms gehalten. Im Video sieht man zu Beginn Roudette mit seiner Freundin und blutigem Gesicht in der Steppe stehen. Die dazwischenliegenden Szenen zeigen die Flucht mit seiner Komplizin nach einem Coup. Am Ende des Videos wird er von ihr reingelegt und liegt regungslos am Boden.

## Single
Die Single erschien am 27. Januar 2012, eine Woche nach dem Release des Albums, als CD-Single mit der B-Seite Brotherhood of the Broken sowie als digitale EP mit drei Bonustracks.

### CD-Single
1. Anti Hero (Brave New World) (Single Version) – 3:27
2. Brotherhood of the Broken – 4:04

### Digitale Single
1. Anti Hero (Brave New World) (Single Version) – 3:27
2. Anti Hero (Brave New World) (Instrumentalversion) – 3:27
3. Brotherhood of the Broken – 4:04
4. New Age (Radio Hamburg Live Lounge Version) – 3:26

## Chartplatzierungen
Das Lied erreichte in den deutschen Singlecharts Platz 6 und wurde später mit einer Goldenen Schallplatte ausgezeichnet. In Österreich konnte es sich in den Top 5 platzieren, während es in der Schweiz Platz 11 erreichte.
| ChartsChartplatzierungen | Höchstplatzierung | Wochen |
| ------------------------ | ----------------- | ------ |
| Deutschland (GfK)        | 6 (17 Wo.)        | 17     |
| Österreich (Ö3)          | 5 (14 Wo.)        | 14     |
| Schweiz (IFPI)           | 11 (12 Wo.)       | 12     |